# Henry-Frédéric Faige-Blanc
Pour les articles homonymes, voir Alpinus.
Henry-Frédéric Faige-Blanc, dit Alpinus, né le 3 septembre 1811 à Voiron (Isère) et mort le 20 avril 1901, est un auteur d'ouvrages sur la chasse et la montagne, et homme politique français.

## Biographie
Henry-Frédéric Faige-Blanc appartient à une famille de négociants en toiles de chanvre qui donna un maire de Voiron sous le Premier Empire. À 23 ans, il épouse Mlle Roux (17 ans), dont il aura deux filles (dont l'une épousera Paulin Vial, qui sera résident général de l'Indochine en 1886-1887).
Notaire, il devient maire de Voiron en 1851. Il fait alors tracer la ligne de chemin de fer qui dessert la ville et bâtir l'église Saint Bruno de Voiron.
Il est le fondateur de la Société des Touristes du Dauphiné.
Il publie plusieurs ouvrages sous le pseudonyme d'Alpinus. Le plus connu, La chasse alpestre en Dauphiné (réédité sous le titre Chasseurs de chamois), a d'abord été publié en feuilleton dans le Courrier de l’Isère : « hormis les passages où ce grand réactionnaire vitupère contre la  République, c'est un livre d'une verve et d'une vivacité étonnante, témoignage d'un monde disparu dans lequel la chasse au chamois jouait entre citadins et montagnards le même rôle unificateur que l'alpinisme au XXe siècle. »
Henry-Frédéric Faige-Blanc est l'arrière-grand-père de l'alpiniste Raymond Coche.

## Ouvrages
- La chasse alpestre en Dauphiné Grenoble, Baratier et Dardelet, 1874, illustrations d'Émile Guigues (l'édition de 1925 est préfacée par Henry Bordeaux), réédité sous le titre Chasseurs de chamois, Höebeke, 1997
- Minos, tragédie quasi grecque en beaucoup d'entr'actes imitée de Sophocle. 1882
- Impressions d'un voyage en Savoie et en Dauphiné. Voiron, Mollaret, 1897 [lire en ligne]
- Quelques pages sur Léon Roches. Grenoble, Allier, 1898 [lire en ligne]
- Propos de chasse. Un courre à travers les Monts Dauphinois. Grenoble, Baratier et Dardelet, 1900 (réédition en 1997)